# 丹維爾 (新罕布什爾州)
丹維爾（英語：Danville）是一個位於美國新罕布什爾州羅京安縣的鎮。

## 人口
根據2020年美國人口普查的數據，丹維爾的面積為30.64平方千米，當中陸地面積為30.17平方千米，而水域面積為0.47平方千米。當地共有人口4408人，而人口密度為每平方千米144人。